# Martin Ekström
Martin Eugen Ekström (ur. 6 grudnia 1887 w Gålsbo, zm. 28 grudnia 1954 w Helsinkach) – szwedzki wojskowy i działacz faszystowski, ochotnik w fińskiej armii podczas II wojny światowej.

## Życiorys
Służył w armii szwedzkiej. W 1912 przyjechał do Persji, gdzie w stopniu kapitana wstąpił do oddziałów żandarmerii. Po wybuchu I wojny światowej przeszedł do armii niemieckiej. W latach 1918–1919 w stopniu podpułkownika walczył z bolszewikami w Finlandii (w składzie Zgrupowania, a następnie Pułku „Vasa”) i Estonii. Następnie powrócił do Szwecji. W okresie międzywojennym prowadził w Sztokholmie własną firmę. W latach 30. związał się ze środowiskami faszystowskimi. Stanął na czele Narodowego Bloku Socjalistycznego, skupiającego różne grupy i organizacje o charakterze faszystowskim. Pod koniec 1939 przystąpił do ochotników, z których sformowano Szwedzki Korpus Ochotniczy, skierowany następnie do Finlandii na północny odcinek frontu z ZSRR. Objął dowództwo 3 Batalionu. Po rozwiązaniu korpusu w połowie marca 1940, powrócił na krótko do ojczyzny, po czym ponownie zaciągnął się do fińskiej armii po ataku wojsk niemieckich i sprzymierzonych na ZSRR 22 czerwca 1941. W 1944 powrócił do Szwecji.
W 1920 został odznaczony estońskim Krzyżem Wolności I klasy.